# Hanna Tranda
Hanna Tranda (ur. 26 września 1965 w Zelowie) – polska działaczka ekumeniczna, pedagog, doktor nauk teologicznych, nauczyciel akademicki, była członkini Prezydium Synodu Kościoła Ewangelicko-Reformowanego w RP. 

## Życie i działalność
Jest córką Zdzisława Trandy – wieloletniego superintendenta generalnego Kościoła Ewangelicko-Reformowanego w PRL i RP. Kształciła się na kierunku nauczanie początkowe w Studium Nauczycielskim nr III w Warszawie oraz w Ekumenicznym Instytucie Pedagogiczno-Katechetycznym Chrześcijańskiej Akademii Teologicznej w Warszawie (ChAT). W 2014 uzyskała stopień doktora nauk teologicznych na Chrześcijańskiej Akademii Teologicznej w Warszawie na podstawie rozprawy pt. Kształtowanie się sytuacji prawnej Kościoła Ewangelicko-Reformowanego w Polsce.
Od 1996 jest pracownikiem naukowo-dydaktycznym ChAT, gdzie obecnie pełni funkcję starszego wykładowcy w Katedrze Pedagogiki Społecznej i Socjologii Edukacji na Wydziale Pedagogicznym. W kadencji 2016–2021 piastowała funkcję członka Prezydium Synodu Kościoła Ewangelicko-Reformowanego w RP. Jest współautorką podręczników szkolnych, publikowała również między innymi w Jednocie i Roczniku Teologicznym ChAT. Piastuje także funkcję przewodniczącej Komisji Rewizyjnej Parafii Ewangelicko-Reformowanej w Warszawie. Jest sekretarzem Krajowego Komitetu Światowego Dnia Modlitwy oraz członkiem Komisji Wychowania Chrześcijańskiego Polskiej Rady Ekumenicznej.
W 2020 nakładem Wydawnictwa Naukowego Semper ukazała się publikacja zbiorowa pt. Człowiek mądrego serca: Zdzisław Tranda. Pastor — biskup — ekumenista, której redaktorami byli Grzegorz Polak, Barbara Stahl i Hanna Tranda. Książka poświęcona jest bp. Zdzisławowi Trandzie.